# Agrupació Musical de Guardo
L'Agrupació Musical de Guardo, també coneguda per l'acrònim AMGu, és una entitat cultural de la localitat palentina de Guardo, que té per finalitat la promoció d'esdeveniments artístics i l'animació de la vida cultural d'aquest municipi. El 2017 li fou concedida la Placa d'honor de l'orde d'Alfons X el Savi.
El nucli originari de l'agrupació el constitueix la Banda de Música d'AMGu, a partir de la qual es formà al març de 1989 una escola de música, al principi per a millorar el so de la banda del poble, però que acabà convertint-se en un conservatori rural de diverses disciplines artístiques, com ara (a més de la música) la dansa, el teatre i les arts plàstiques, amb vint professors i més de cinc-cents alumnes de poblacions de la comarca. L'agrupació organitza en el transcurs de l'any diversos cicles, entre els quals el Carnaval Musical, dedicat cada any a un instrument; el Certamen Nacional de Teatre Aficionat, i la Residència de Projectes Culturals Internacionals, que celebra anualment el festival «A tres bandas», en què han participat com a invitades, entre d'altres, la nord-americana Banda Centennial, la porto-riquenya Banda Sinfónica Avanzada de Caguas, l'Orquestra simfònica i la Banda de Música de Wolverhampton, del Regne Unit, i els alumnes del Yip’s Children's Choral and Performing Arts Centre, de Hong Kong. L'AMGu concedeix també anualment, d'ençà del 2013, un Premi de la Música honorífic, que ha estat atorgat en les successives convocatòries a cantants i cantautors com Agustín Zubiri, Amancio Prada, al director d'orquestra Enrique García Asensio, al músic i periodista Fernando Argenta, etc.